# Sporting Clube Ideal
O Sporting Clube Ideal (SCI) é uma Agremiação Desportiva Portuguesa fundada a 2 de Fevereiro de 1931, localizada na cidade da Ribeira Grande (Açores), na Ilha de São Miguel.
O seu atual presidente é Sandra Cordeiro. O equipamento utilizado pelos atletas adopta  as cores tradicionais do Clube (Verde e Branco) e é constituído por camisola com listas horizontais verdes e brancas. A equipa realiza os jogos em casa no Estádio Municipal da Ribeira Grande.
Atualmente disputa o Campeonato de São Miguel da AF Ponta Delgada.